# ليو ستانتون رووي
ليو ستانتون رووي (بالإنجليزية: Leo Stanton Rowe)‏ هو مدرس أمريكي، ولد في 17 سبتمبر 1871 في مكغريغور في الولايات المتحدة، وتوفي في 6 ديسمبر 1946 في واشنطن العاصمة في الولايات المتحدة.